# Emeroleter levis
Emeroleter levis è un rettile estinto, appartenente ai pararettili. Visse nel Permiano medio/superiore (circa 260 milioni di anni fa) e i suoi resti fossili sono stati ritrovati in Russia.

## Descrizione
Questo rettile era abbastanza simile a una lucertola e le dimensioni non superavano i 30 centimetri di lunghezza. Inizialmente conosciuto grazie a crani isolati, Emeroleter è stato poi ridescritto grazie alla scoperta di scheletri postcranici ben conservati. Il cranio di questo animale era molto simile a quello di Nycteroleter ineptus e Macroleter, ed era caratterizzato da un'ornamentazione delle ossa dermiche con piccole fossette rotonde, strette l'una all'altra. Il cranio era caratteristico nel presentare ossa sopratemporali che si allungavano posterolateralmente a formare larghe corna; il quadratojugale era inoltre dotato di una porzione posteriore che si incurvava dorsalmente a formare una proiezione appuntita. Le zampe erano molto sottili; il femore, di tipo sigmoide, era molto lungo, così come gli elementi del carpo e del tarso, particolarmente snelli. La coda è conosciuta in modo imperfetto ma sembra che fosse corta e gracile. Le proporzioni di mano e piede ricordano quelle del procolofone primitivo Owenetta. Le falangi terminali erano corte (Tsuji et al., 2012). 

## Classificazione
Emeroleter levis venne descritto per la prima volta nel 1997, sulla base di crani isolati ritrovati nella zona di Kirov, in Russia. Successivamente vennero scoperti scheletri più completi, provenienti dallo stesso giacimento. Le caratteristiche di Emeroleter indicano che questo animale era un rappresentante dei nicteroleteridi, un gruppo di rettili arcaici simili a lucertole, forse imparentati con gli altrettanto arcaici procolofoni e millerettidi. Sembra che Emeroleter fosse una delle forme più derivate fra i nicteroleteridi (Tsuji et al., 2012).

## Paleobiologia
Due scheletri incompleti, rinvenuti l'uno vicino all'altro, hanno messo in luce alcune probabili caratteristiche della vita di questi animali. I due scheletri, uno più piccolo e uno di dimensioni maggiori, rappresentano probabilmente un giovane e un adulto, e sono stati ritrovati in una posizione ripiegata; il cranio era rivolto verso la coda e le zampe posteriori, ed è possibile che questi animali vivessero in tane sotterranee. La stretta prossimità (gli scheletri sono stati ritrovati a 10 centimetri l'uno dall'altro) indicano che i due esemplari potrebbero essere morti insieme. 
Emeroleter, a causa delle zampe più lunghe rispetto a quelle di animali simili, era probabilmente un rettile corridore; le falangi corte indicano uno stile di vita terrestre.